# D-treinrijtuigen
De stalen D-treinrijtuigen waren een serie rijtuigen voor voornamelijk internationale spoorwegverbindingen. De rijtuigen werden begin jaren 30 door Werkspoor gebouwd voor de Nederlandse Spoorwegen. De rijtuigen kenmerkten zich door een gedeeltelijke eerste en gedeeltelijke tweede klasse.
De naam D-treinrijtuig is afgeleid van het gegeven dat deze treinen doorgangsrijtuigen waren, en dus geen traditionele Coupérijtuigen waarbij geen verbinding tussen de rijtuigen is. Er hebben meerdere series D-treinrijtuigen bestaan, ook de Ovaleramenrijtuigen en de Bolkoprijtuigen behoren hiertoe. Dit artikel gaat over de stalen NS D-treinrijtuigen uit de serie ABd 7521-7555.

## Indeling
De rijtuigen waren voorzien van een zijgang met 9 coupés. Een van de compartimenten in het midden van het rijtuig was standaard een eerste klasse met vier zitplaatsen. Daarnaast was er een ander naastgelegen compartiment wat zowel als eerste als als tweede klasse kon dienen, door het omdraaien van kussens van de zittingen. De overige 7 compartimenten waren voorzien van tweedeklasbanken met elk 6 zitplaatsen.

## Wijzigingen
Begin jaren 50 werden tien rijtuigen verbouwd tot rijtuigen derde klasse met in elke coupé 8 zitplaatsen. Het aantal zitplaatsen nam hierdoor toe van 49 tot 70. Deze rijtuigen werden vernummerd tot C 7151-7160. Rijtuig AB 7531 werd in hetzelfde jaar verbouwd tot Koninklijk Rijtuig 8. Vier jaar later volgde AB 7544 als Sr 9.

## Bewaarde rijtuigen
| Nummer  | Bewaard bij                 | Afbeelding |
| ------- | --------------------------- | ---------- |
| AB 7522 | Het Spoorwegmuseum als Sr 8 |            |
| AB 7546 | Het Spoorwegmuseum als Sr 9 |            |
| B 6159  | Eext als kantine            |            |